# Oxyparna diluta
Oxyparna diluta är en tvåvingeart som först beskrevs av Becker 1908.  Oxyparna diluta ingår i släktet Oxyparna och familjen borrflugor. Inga underarter finns listade i Catalogue of Life.